# کردماشی
کُردماشی (به ترکی آذربایجانی: Kürdmaşı) یک منطقهٔ مسکونی در جمهوری آذربایجان است که در شهرستان اسماعیل‌لی واقع شده‌است. کردماشی ۲٬۹۹۷ نفر جمعیت دارد.